# 종합편성
종합편성은 텔레비전과 라디오 방송 채널의 편성형태로, 특정한 시청자 계층이 아닌, 일반적인 절대다수의 대중을 대상으로 다양한 범위의 방송 프로그램을 제공한다.

## 방송형태와 역할
종합편성을 하는 텔레비전 채널은 오락 프로그램에 집중한다. 보도 기능에 중점을 두는 방송사도 있는데, 이 중에는 뉴스와 정보 프로그램의 편성을 의무로 부여받은 곳도 있다.
대한민국의 법률 상 지상파 방송과 종합편성채널은 보도 기능을 포함한 다양한 편성을 할 수 있는 텔레비전 채널이다. 이 중 종합편성채널로 분류된 방송은 2015년 기준으로 수도권 지역 지상파 DMB 방송사인 QBS가 JTBC 프로그램의 대다수를 동시방송하는 것 이외에는 지상파를 통한 방송을 하지 않으며, 모든 종합편성채널 사업자는 신문사가 소유하고 있다. 보도 기능이 없는 종합 오락 텔레비전 채널로는 tvN 등이 있다.

## 인기
대부분 지상파 채널(KBS,MBC,SBS)과 tvN, JTBC 등의 드라마나 오락 프로그램 위주로 TV조선의 정통 트로트에 관한 프로그램 인기를 끌었다.

## 같이 보기
- 대한민국의 종합편성채널